# ニュースキャスター沢木麻沙子
『ニュースキャスター沢木麻沙子』（ニュースキャスターさわきまさこ）は、1998年から2002年までフジテレビ系「金曜エンタテイメント」で放送されたテレビドラマシリーズ。全5回。主演は羽田美智子。
京都放送（KBS京都）が制作協力に携わっている。これは、1995年にKBS京都が会社更生法を申請、事実上倒産となった際、関西テレビ放送とフジテレビが資本参加するようになったことによるものに由来するもので、そのKBS京都のアナウンサーや番組スタッフがこのドラマにも出演している。

## キャスト

### テレビ京都
沢木麻沙子
演 - 羽田美智子
ニュースタイム7のキャスター。本業は推理作家。
富永加代
演 - 研ナオコ
ニュースタイム7のディレクター。第1作の冒頭で報道局に着任する。夫と離婚し一人娘の夏美を東京に残して京都へ単身赴任している。鈴木冬子は義母で向井茂雄は元夫。
杉原百合子
演 - 山村紅葉
プロデューサー。
南原
演 - 南方英二（第2作 - 第5作）
局長。
朝田順一
演 - 飛鳥井雅和
アナウンサー。麻沙子と一緒にニュースタイム7のキャスターを務めている。
沖武
演 - 別所哲也
ニュースタイム7のアシスタントディレクター。一本気で心優しい。高知出身。高知でも指折りの老舗旅館「土佐御苑」の跡継ぎで、姉の乙女が女将をしている（第3作）。

### 京都府警察
狩矢
演 - 本田博太郎
捜査一課の警部。麻沙子の大ファン。
橋口
演 - 柴田善行（第1作）、井上康（第2作 - 第5作）
捜査一課の警部補。狩矢の部下。

### その他
新倉真太郎
演 - 田口浩正
サンポウ出版の編集者。
虹子
演 - 紅萬子（第2作 - 第5作）
置屋の家政婦。
鈴木夏美
演 - 野口ひとみ（第2作 - 第5作）
加代の娘。小学3年生。加代が離婚したとき夫に引き取られ東京に住んでいる。

### ゲスト
第1作「京都・出雲殺人事件」（1998年）
- 森冬子（商社事務） - 五十嵐いづみ
- 谷裕介（真澄の夫・婿養子） - 冨家規政
- 谷真澄（貸しビル業を経営する資産家） - 原久美子
- 相川千恵（百貨店店員） - 北原佐和子
- 小川理佐（旅行代理店営業） - 越智静香
- 小林二郎（食品会社営業） - 木下ほうか
- 増田秀夫（弁護士） - 藤敏也
- 弁護士事務所の事務員 - 紅萬子
- 桜井 - 多賀勝一
- テレビ局の取材班 - 西園寺章雄
- 旅館「清乃屋」番頭 - 松尾勝人
- 刑事 - 石原聡
- ディレクター - 井上康
- 沢木麻沙子のファン - 杉山陽子

第2作「京都・博多殺人事件」（1999年）
- 峰岸敏夫（洛陽大学 教授） - 国広富之
- 江藤大介（東京キー局「TCCテレビ報道局社会情報部」プロデューサー・沖の大学時代の同級生） - 升毅
- 井口成人（リポーター） - 井口成人
- 清乃（祇園の芸妓） - かとうあつき
- 横川一郎（福岡ドームの清掃係） - 本城丸裕
- 浜崎信也（学習塾経営者） - 沢竜二
- 浜崎和也（浜崎と綾子の息子） - 木村貴登
- 祇園の舞妓 - 小島美保
- 浜崎綾子（浜崎の妻） - 根本りつ子

第3作「京都・高知殺人事件」（2000年）
- 中山早苗（スナックのママ・沖や名加瀬の幼馴染） - 渡辺典子
- 名加瀬広司（高知さんさんテレビ編成制作局制作部・沖の幼馴染） - 豊原功補
- 川島美紀（スナックのホステス） - 大場久美子
- 川島勉（美紀の息子） - 高城洋一
- 沖乙女（老舗旅館「土佐御苑」女将・沖の姉） - 秋篠美帆
- 田辺純子（市会議員の妻） - 大島蓉子
- 柳田良夫（迷宮入り事件を目撃したという男） - 山本竜二
- 大森伸行（染色工場経営者・1年前撲殺） - 下元年世
- 久保田恵美（京人形店の女将） - 山岸真弓
- 鈴木冬子（富永加代の義母） - 三ツ矢歌子

第4作「京都・加賀殺人事件」（2001年）
- 細見春子（料亭いそべ 仲居頭） - 茅島成美
- 芝山雄司（料亭いそべ 番頭） - 螢雪次朗
- 飯田（梶本病院 事務長） - 遠山俊也
- 宮島慎治（料亭いそべ 元板前） - 日野陽仁
- 磯部優子（料亭いそべ 若女将・真奈美の娘） - 梅宮万紗子
- 加藤妙子（ホステス・宮島の恋人） - 沢木麻美
- モモ（レポーター） - 小島可奈子
- 磯部真奈美（料亭いそべ 女将） - 星由里子
- 北原正彦（料亭いそべ 板前） - 平尾良樹
- 磯部善吉（真奈美の夫・半年前死亡） - 須永克彦
- 宇多須神社 宮司 - 春海四方
- 写真館店主 - 泉祐介
- 板前 - 磯部公彦
- エミ（ホステス） - 滝川なち
- 旅館「葉渡莉」板長 - 原哲男
- 小林（北原がかつて勤めていた店の板前） - ぼんちおさむ
- 梶本史郎（梶本病院 院長） - 露の五郎
- 向井茂雄（テレビ局のプロデューサー・富永加代の元夫） - 寺尾聰

第5作「京都・別府殺人事件」（2002年）
- 三重野真理子（船井の助手） - 中原果南
- 船井克彦（京南大学 教授） - 三浦浩一
- 平木雅弘（講師） - 尾美としのり
- 真鍋（骨董品屋） - 徳井優
- 石山（刑事） - 田中要次
- 宗像芙美子（京南大学女子大生・4年前自殺） - 浅井江理名
- 城島義典（京南大学考古学研究所 主任） - 西守正樹
- 秋沢治（京南大学 講師） - 長原成樹
- 宗像節子（芙美子の叔母） - 松村康世
- 芙美子の同級生 - 佐藤綾
- 記念パーティの司会者 - 松尾勝人

## スタッフ
- 脚本 - 前川洋一
- 音楽 - 石田勝範
- 監督 - 林徹
- 技術協力 - IMAGICAウェスト
- プロデューサー - 酒井実
- 協力 - KBS京都
- 企画 - 西岡善信
- 制作 - フジテレビ、映像京都

## 放送日程
| 話数 | 放送日         | サブタイトル       | 原作                                        | 脚本     | 監督 |
| ---- | -------------- | ------------------ | ------------------------------------------- | -------- | ---- |
| 1    | 1998年11月06日 | 京都・出雲殺人事件 | 「京都・出雲殺人事件」                      | 前川洋一 | 林徹 |
| 2    | 1999年10月15日 | 京都・博多殺人事件 | 「京都・博多殺人事件」                      | 前川洋一 | 林徹 |
| 3    | 2000年12月15日 | 京都・高知殺人事件 | 「目撃者ご一報下さい」                      | 前川洋一 | 林徹 |
| 4    | 2001年09月21日 | 京都・加賀殺人事件 | 「越前岬の殺人」 （「伊良湖岬の殺人」所収） | 前川洋一 | 林徹 |
| 5    | 2002年11月15日 | 京都・別府殺人事件 |                                             | 前川洋一 | 林徹 |